# Baldassarre Cattaneo Della Volta Paleologo

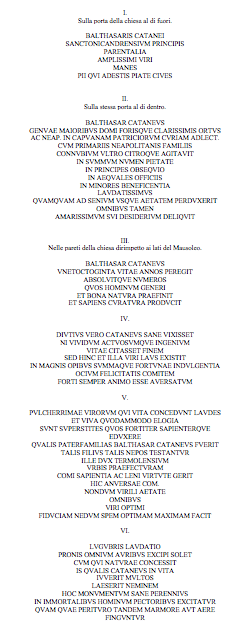
Sei Epitaffi di Giambattista Vico per Baldassarre Cattaneo

Baldassarre Cattaneo Della Volta Paleologo, principe di San Nicandro (Genova, 4 dicembre 1660 – Napoli, 6 febbraio 1739), è stato un nobiluomo e mecenate italiano, originale esponente del pre Illuminismo.

## Biografia

### Giovinezza
Rampollo d'un antico casato genovese trapiantato a Napoli dove nasce e muore suo padre Domenico (1613 – 1676), primo principe di San Nicandro Garganico per concessione nel 1650 del Re Filippo IV e senatore della Repubblica di Genova. Baldassarre, patrizio napoletano e genovese è battezzato il 28 dicembre 1660 nella chiesa di San Torpete, di cui la famiglia ha il giuspatronato dal 1180, tenuto al sacro fonte da Paolo Geronimo Pallavicino e dall’ava materna Geronima Maria Brignole (fu Giovanni Battista). I Cattaneo nel XVII secolo hanno interessi economici consolidati in Europa (in Spagna e Fiandre sono banchieri e commercianti, legati agli Asburgo) e in Italia a Genova, Milano, Napoli e Parma; è proprio a Parma che studia Baldassarre, al Collegio dei Nobili di Santa Caterina, istituto educativo dei Gesuiti fra i più prestigiosi d’Europa. Baldassarre si distingue nella letteratura, nella filosofia, nei saggi cavallereschi; entra a far parte dell’Accademia degli Scelti, inaugurata nel 1672 da Ranuccio II Farnese e si laurea in “Utroque Iure” (diritto civile e canonico). Nell’anno 1671 riceve dal papa Clemente X la chiesa di S. Maria di Devia, prendendone pieno possesso solo nel 1689. Nel 1688 Baldassarre è guarito a Genova da padre Paolo Segneri, autore del miglior libro sulla meditazione: "La concordia tra la fatica e la quiete" , predicatore gesuita che tra i suoi maestri ha avuto il cardinale Pietro Sforza Pallavicino.

### Maturità
Baldassarre sposa a Roma il 15 gennaio 1692, nella chiesa di Sant’Agnese in Agone, Isabella Gaetani dei principi di Caserta e duchi di Sermoneta, detta "donna bella". Il matrimonio è celebrato dal Cardinale de Goetz , confidente di papa Innocenzo XII, già arcivescovo di Napoli nel 1687. Baldassarre è a Parma nel 1694 per la morte di Ranuccio II e nel 1695 per le nozze di Dorotea Sofia di Neuburg con Francesco Farnese. Nel 1703 Baldassarre è colpito da un grave lutto: la morte della moglie Isabella . Qualche anno più tardi, durante il carnevale del 1708 della Napoli austriaca, i carri della Riccia e di Santo Nicandro sfilano insieme  e di lì a poco i legami con la famiglia di Capua dei gran conti d’Altavilla, principi della Riccia, furono consolidati dai matrimoni dei due figli di Baldassarre: Anna con Bartolomeo, figlio del principe Giovanni Battista della Riccia e Domenico con Giulia, cugina di Bartolomeo. Nel 1709 il papa Clemente XI riconosce Carlo III come re di Spagna e Baldassarre, gentiluomo di camera del re, riceve a Barcellona  la dignità di Grande di Spagna di prima classe per sé e per i suoi discendenti primogeniti maschi dal futuro imperatore Carlo VI , oltre alla prestigiosa decorazione di cavaliere dell’Ordine del Toson d’Oro. Baldassarre con Caterina Carafa di Columbrano è padrino di battesimo di Raimondo di Sangro. Ed è per la figlia Anna che Pietro Metastasio, come ricorda in una lettera al fratello Leopoldo, improvvisa le ottave dal titolo La magnificenza dei prìncipi e le sue lodi, dinanzi a Giambattista Vico, Paolo Mattia Doria, il matematico Agostino Ariani, l’erudito bibliotecario Matteo Egizio, l’arcade Aurelia Gambacorta d’Este e altri. A Leonardo Leo, suo maestro di cappella, Baldassarre commissiona per le nozze del figlio Domenico, una sonata dal titolo Le nozze in danza . Nel 1718 è ascritto al seggio di Capuana a Napoli. Nel 1724 è indicato come Tesoriere, “Trésorier comme anterieur”, del Ducato di Brabante , mentre a Napoli si fa valere come avvocato. Baldassarre a San Nicandro Garganico dona le statue dei Santi Patroni, produce vino nel casale della Barra e arricchisce di opere d’arte il palazzo di Napoli alla Stella, tra cui la Galleria Solimena (ora al museo Baccarat a Parigi): la dimora era appartenuta al cognato di Baldassarre, Carlo Caracciolo d’Airola e alla sorella Eugenia, la duchessa che tanto fece per la chiesa di Santa Maria della Stella, in cui Baldassarre viene sepolto nel 1739. Giambattista Vico lo ricorda con sei epitaffi: " ... tra grandi mezzi e nell'estrema benevolenza della sorte ha sempre respinto con fermezza l'inattività compagna della ricchezza" (IV epitaffio).

## Baldassarre mecenate
L'intensa attività come cultore dell'arte, e i cantieri del palazzo alla Stella, della villa alla Barra, del castello a San Nicandro Garganico, permisero a Baldassarre di entrare in contatto con i maggiori artisti del tempo: architetti, ingegneri, pittori, scultori, stuccatori, falegnami, fonditori. È del 1715 una commessa a Francesco Solimena in cui il pittore è lasciato libero di scegliere il soggetto di due grandi quadri, ad oggi ancora sconosciuti, le cui misure sono indicate usando i palmi genovesi e l’equivalente misura in palmi napoletani (di palmi 12 ½ e di larghezza l’uno palmi 14 ½ di misura di Genova, che di Napoli sono palmi 13 ½ avvantaggiati, e l’altro palmi 18 misura di Genova che di Napoli sono palmi 17 scarsi). Baldassarre commissiona la decorazione dell’alcova e delle bussole per il suo palazzo di Napoli ad un allievo  del Solimena, Michelangelo Schilles, da altri artisti e artigiani sono realizzate le frontizze e le bussolotte, sempre sotto l’accurata regia del maestro Solimena. Francesco Solimena, senza lasciare Napoli, con la mediazione di Baldassarre e del genovese, residente a Napoli, Giacomo Doria, esaudì le richieste dei Giustiniani e del governo della Repubblica per la decorazione del salone del Minor Consiglio del Palazzo Ducale, realizzata tra il 1710 e il 1717 e distrutta dal terribile incendio del 1777.
Tra i pittori cui Baldassarre commissionò opere lungo tutto il corso della sua vita, come Francesco De Mura e Giuseppe Bonito, spicca il Solimena che completò nel 1733 il dipinto, olio su tela di 12 x 6 metri, della Galleria Solimena del palazzo del principe di San Nicandro di Napoli, oggi collocata nella sala da ballo, del palazzo sede della Galerie-Musée Baccarat, della Maison Baccarat, a Parigi, Place des Etats Unis.
Il figlio Domenico, nel 1761, commissionò l'altare e il pavimento per la Chiesa di San Michele Arcangelo di Anacapri, completata nel 1719 grazie al munifico vescovo di Capri Michele Gallo Vandeneynde (1678 - 1727).

## Titoli e incarichi
- Secondo Principe di San Nicandro
- Duca di Casalnuovo e di Casalmaggiore
- Grande di Spagna di Prima Classe
- Cavaliere dell'Ordine del Toson d'oro
- Gentiluomo delle chiavi d'Oro
- Gentiluomo di Corte
- Gentiluomo di Camera con Esercizio
- Cavaliere del Real Ordine di San Gennaro